# Lion-Peugeot VD
Der Lion-Peugeot VD (auch Lion-Peugeot V 4 D genannt) war ein Personenkraftwagen von Lion-Peugeot.

## Beschreibung
Lion-Peugeot brachte das Modell 1913 als Nachfolger des Lion-Peugeot V 4 C 3 auf den Markt. Bis zur Produktionseinstellung im Jahre 1914 entstanden 1500 Exemplare. Nachfolger wurde der Lion-Peugeot VD 2.

## Motor, Antrieb und Fahrleistungen
Für den Antrieb sorgte ein V4-Motor mit 1888 cm³ Hubraum und 10 PS Leistung. Der Motor war vorne im Fahrzeug montiert und trieb über eine Kardanwelle die Hinterachse an. Das Getriebe verfügte über vier Vorwärts- und einen Rückwärtsgang.
Die Höchstgeschwindigkeit war mit 60 bis 65 km/h angegeben.

## Abmessungen und Aufbauten
Bei einem Radstand von 2,5 m und einer Spurweite von 1,2 m war das Fahrzeug 3,5 m lang, 1,65 m breit und 1,7 m hoch. Zur Wahl standen die Karosserieversionen Torpedo, Limousine,  Landaulet und Kastenwagen. Das Leergewicht betrug 950 kg.